# IC 153
IC 153 ist ein inexistentes Objekt im Sternbild Fische auf der Ekliptik im Index-Katalog, welches von dem US-amerikanischen Astronomen Lewis A. Swift am 25. September 1890 fälschlicherweise beobachtet wurde.